# 建築設備検査員
建築設備検査員（けんちくせつびけんさいん）とは、登録建築設備検査員講習を受講・修了した後、建築設備検査員資格者証の交付をうけた者。平成28年6月1日施行の建築基準法改正により、従前の「建築設備検査資格者」に変わり創設された。

## 概要
建築基準法第12条第3項によれば、民間建築物のうち特定行政庁が指定する建築設備（換気設備、排煙設備、非常用照明、給水設備及び排水設備）の安全確保のための検査を定期的に行い、それを特定行政庁へ報告しなければならないことになっている。また、国等の公共建築物においては、建築基準法第12条第4項の規定により、建築設備の点検を定期的に行うこととなっている。この定期検査・定期点検を行う者が建築設備検査員である。なお、一級建築士・二級建築士も定期検査・定期点検を行うことができる。

## 受講資格
- 大学。旧大学において建築学、機械工学若しくは電気工学又はこれらに相当する課程を修めて卒業した後、建築設備に関して2年以上の実務経験を有する者。
- 3年制短期大学（夜間を除く）において建築学、機械工学若しくは電気工学又はこれらに相当する課程を修めて卒業した後、建築設備に関して3年以上の実務経験を有する者。
- 2年制短期大学、高等専門学校、旧制専門学校において建築学、機械工学若しくは電気工学又はこれらに相当する課程を修めて卒業した後、建築設備に関して4年以上の実務経験を有する者。
- 高等学校、旧制中学校、中等教育学校において建築学、機械工学若しくは電気工学又はこれらに相当する課程を修めて卒業した後、建築設備に関して7年以上の実務経験を有する者
- 建築設備に関して11年以上の実務経験を有する者。
- 建築行政（建築設備に関するものに限る。）に関して、2年以上の実務経験を有する者。
- 一級建築士、二級建築士、建築基準適合判定資格者の資格を有する者。
- 建築士法に基づく建築設備士の資格を有する者。

## 講習
- 講習は、登録建築設備検査員講習実施機関である、一般財団法人日本建築設備・昇降機センターが行う。
- 毎年 東京都において10月上旬・10月下旬頃の2回及び大阪市において11月上旬頃、数年おきに札幌市・名古屋市・福岡市等において11月下旬頃行われる。

### 講習科目
1. 建築設備定期検査制度総論
2. 建築設備に関する建築基準法令等
3. 建築学概論
4. 建築設備総論
5. 給排水衛生設備
6. 換気・空気調和設備
7. 電気設備
8. 排煙設備
9. 建築設備に関する維持保全
10. 建築設備定期検査業務基準
11. 修了考査

建築設備士の有資格者は2～8まで免除される。
一級建築士及び二級建築士の資格で受講した者は11を受けることができないので、これらに対しては修了証明書は発行されず、代わりに聴講証書が発行される（一級建築士・二級建築士は、建築設備検査員の資格によらずとも検査ができるため）。